# Batteria Karola
La batteria Karola è un'installazione militare sita sull'isola di Ré realizzata durante il corso della seconda guerra mondiale dalla Kriegsmarine tedesca, e utilizzata dopo la fine del conflitto anche dalla Marine nationale.

## Storia

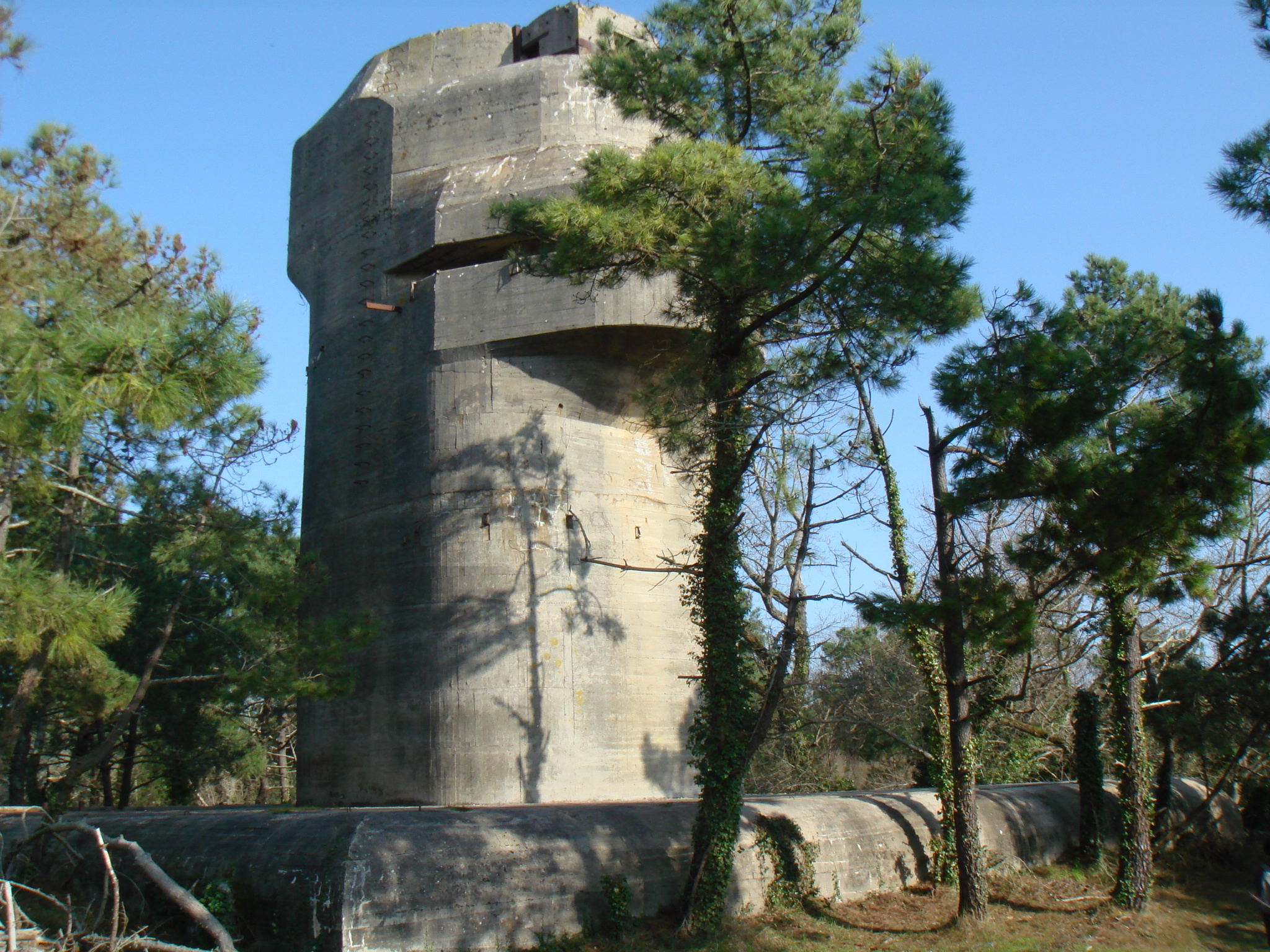
Particolare della direzione di tiro S 497, entrata a far parte dei monumenti protetti.

Nel luglio 1940 l'isola di Ré, nel golfo di Biscaglia, fu occupata dalle truppe tedesche, e all'inizio del 1941 la Kriegsmarine iniziò a costruire nel porto di La Pallice, a La Rochelle, una importante base per sottomarini, che poi divenne sede della 3. Unterseebootsflottile. Tale base venne subito considerata come strategica dai vertici della marina tedesca, e per assicurarne al meglio la difesa si iniziò a fortificare pesantemente l'isola di Ré, installandovi alcune batterie armate con cannoni pesanti, e costruendovi otre 300 bunker difensivi.
Nel giugno 1942 venne inizialmente realizzata la Batteria Kora (o Stüntzpunktgruppe ro425H Kora), armata con quattro pezzi singoli Schneider 220 mm TR Mle 1915/1916 da 220 mm posizionati in postazioni in cemento aperte, su affusti rotanti sui 360°.  Tale batteria era difesa da cannoncini antiaerei da 20 mm.
Nel 1942 la Kriesgmarine decise di installare una batterie costiera armata con moderni cannoni pesanti sull'isola di Ré.  Per la sua messa in opera venne deciso di utilizzare due torri binate (torri Anton e Bruno) da 203/60 mm, che erano state realizzate per l'incrociatore pesante Seydlitz il cui allestimento era stato sospeso, e si trovava alla fonda nel porto di Brema.
Una seconda batteria, armata con altre due torrette (torri "Caesar" e "Dora") da 203/60 del Seydlitz fu poi allestita sull'isola di Groix.
La realizzazione della batteria, denominata Karola (o Stüntzpunktgruppe ro429M), iniziò nel 1942 in località Ars-de-Ré, e fu completata prima dello sbarco in Normandia  degli Alleati. Le due torri erano installate su una base di cemento armato di 41 m di lunghezza, 19 m di larghezza e 14 m di altezza, disposti su 2 piani. I pezzi avevano un'elevazione di -10/+37° e sparavano un proiettile da 122 kg alla distanza di 37 000 m. Le due torri da 203 mm erano asservite ad un radar di scoperta navale FuMO 214 Würzburg See Riese.
Oltre alle due torri vi erano un bunker comando S 497 per la direzione del tiro, alto 25 m, sulla cui sommità era posizionato, in una cupola rotante sui 360°, un telemetro stereoscopico Zeiss da 10 m, con portata variabile dai 35 ai 40 km.  La postazione comando (Ragelbau)  M 272 era blindata, ed esisteva un posto di osservazione periscopico anch'esso blindato.  La batteria era dotata postazioni per la difesa ravvicinata, ricoveri per il personale e per le truppe di guardia,  depositi munizioni, e postazioni per le armi antiaeree da 20 mm. La difesa antiaerea era assicurata dalla batteria Kathy, mentre per quella ravvicinata erano disponibili mitragliere da 20 mm. Inoltre vi era un pezzo da 150/40 che sparava proiettili illuminanti.
Il 12 agosto 1944 la città di La Rochelle venne circondata dagli Alleati e posta sotto assedio. Essendo stata pesantemente fortificata, e presidiata da almeno 14 000 tra soldati e marinai, agli ordini del viceammiraglio Ernst Schirlitz, non fu mai conquistata, perché dopo le pesanti perdite subite dagli Alleati nella battaglia di Brest essi preferirono tenerla sotto assedio fino alla fine della seconda guerra mondiale. I cannoni da 203 mm della batteria entrarono in azione solo una volta, nella notte del 14 e 15 agosto 1944, sparando su una flottiglia alleata che stava navigando in mare aperto, e contribuirono alla difesa della Fortezza (Festung) di La Rochelle, potendo colpire con la loro gittata di 37.000 m la parte continentale attorno alla città. La guarnigione di La Rochelle si arrese formalmente il 9 maggio 1945, mentre quella dell'isola di Ré, al comando del capitano di vascello Oskar Günther  l'indomani. La Marine nationale prese successivamente possesso della batteria, mantenendola in servizio fino alla fine degli anni cinquanta del XX secolo. In seguito le due torrette vennero smantellate e vendute per rottamazione.

### Annotazioni
1. ↑  La guarnigione era composta da circa 400 uomini, per metà dell'esercito e per metà della marina, ospitati in baracche costruite in legno su base di cemento. La base era un vero e proprio villaggio, dotato di cucina, infermeria, cappella, garage, una stalla con pochi cavalli e una specifica polizia militare per il campo.

### Fonti
1. ↑  Poggiali 2018, p. 40.
2. ↑  Poggiali 2018, p. 43.
3. 1 2 3 4  Realhune.
4. 1 2 3 4 5  Cdciledere.
5. ↑  Lepage 2017, p. 126.
6. 1 2 3 4 5 6  Battlefields ww2.
7. 1 2  François del Boca.
8. 1 2  Poggiali 2018, p. 45.